# Кижингсоим
Кижингсоим (Ман-Кижинг-Соим) — река в России, протекает по Ханты-Мансийскому АО. Устье реки находится в 33 км по правому берегу реки Большой Лахсын. Длина реки составляет 19 км. Притоки — Ай-Кижингсоим и Ун-Кижингсоим.

## Данные водного реестра
По данным государственного водного реестра России относится к Нижнеобскому бассейновому округу, водохозяйственный участок реки — Обь от впадения Иртыша до впадения реки Северная Сосьва, речной подбассейн реки — бассейны притока Оби от Иртыша до впадения Северной Сосьвы. Речной бассейн реки — (Нижняя) Обь от впадения Иртыша.
Код объекта в государственном водном реестре — 15020100112115300022245.